# Doris Pilkington Garimara
Pour les articles homonymes, voir Pilkington.
Doris Pilkington Garimara, née le 1er juillet 1937 à Balfour Downs Station (Pilbara) et morte le 10 avril 2014 à Perth, est une écrivaine australienne aborigène,.

## Biographie
À l'âge de trois ans et demi, elle est soustraite à sa mère pour être placée à la Moore River mission.
Après avoir travaillé comme aide-infirmière à l'hôpital de Perth, puis avoir étudié le journalisme à l'université Curtin, elle publie une première nouvelle en 1990: Caprice: A Stockman's Daughter. Elle sera suivie de trois romans, Follow the Rabbit-proof Fence (1996), Home to Mother (2002) et Under the Wintamarra Tree (2006). Cette tétralogie raconte la vie de plusieurs jeunes femmes aborigènes (les générations volées) et les mauvais traitements qu'elles endurent. L'une de ces femmes est sa propre mère, Molly Craig. Le roman Follow the Rabbit-Proof Fence (1996) décrit comment Molly Craig et ses deux cousines se sont enfuies du Moore River Settlement et sont rentrées dans leurs familles respectives, faisant plus de mille kilomètres à pied. Dans Under the Wintamarra Tree, l'auteure raconte sa propre vie, séparée de force de ses parents lorsqu'elle était petite, internée à son tour dans le Moore River Settlement, et puis transférée dans une mission. A seize ans, elle décide de s'inscrire pour une formation d'aide-infirmière pour échapper à la vie dans la mission.

## Prix et récompenses
Caprice a gagné le prix David Unaipon en 1990.
Doris Pilkington Garimara a recu le Red Ochre Award en 2008.

## Adaptations cinématographiques
En 2002, Follow the Rabbit-proof Fence est adapté au cinéma par Phillip Noyce: Le Chemin de la liberté.